# Iris Galey

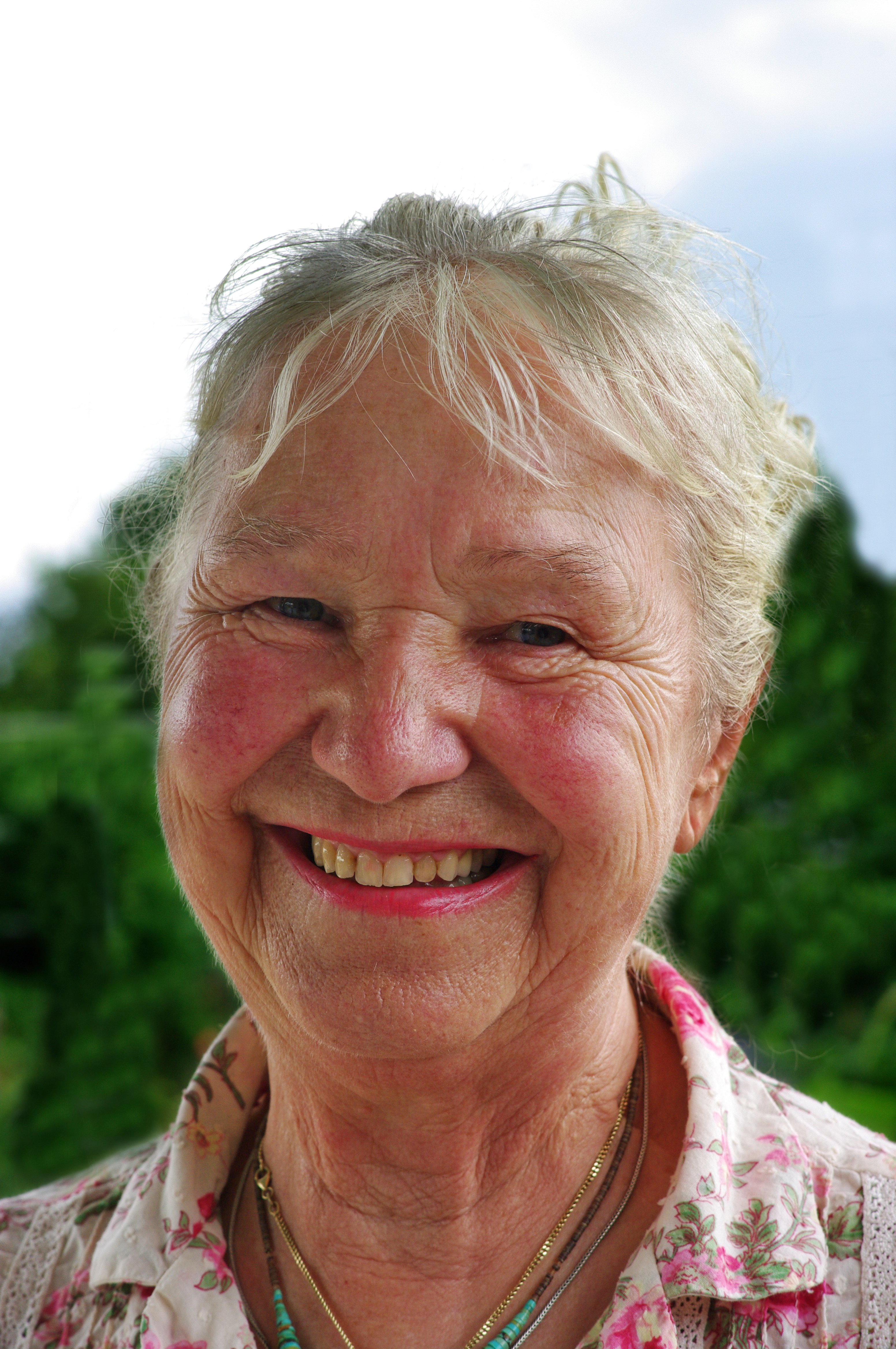

Iris Galey (* 9. März 1936 in Basel) ist eine Schweizer Traumatherapeutin und Buchautorin.

## Leben
Bald nach ihrer Geburt in Basel zog die Familie wegen der Arbeit ihres Vaters nach England. Verursacht durch den Krieg mussten ihre Mutter und sie aus England zurück in die Schweiz. Da ihre Mutter sich nicht um das Kind kümmerte, wuchs Iris bei Pflegeeltern auf. Der Vater holte trotz der zerrütteten Ehe die Mutter und Iris Galey 1945 wieder nach England. Beginnend unmittelbar nach ihrer Rückkehr nach Yorkshire wurde sie von ihrem Vater über einen Zeitraum von vier Jahren  regelmäßig sexuell missbraucht. Als sie 14-jährig ihr Schweigen über das inzestuöse Verhältnis brach, erschoss sich ihr Vater zwei Tage später. Sie kehrte in die Schweiz zurück, musste in ein Mädchenpensionat in Gstaad und schloss dort ihre Schulausbildung ab. Im Alter von 20 Jahren heiratete sie und machte eine Ausbildung zur Lehrerin in den Fächern Englisch, Gymnastik und Tanz. Sie arbeitete an Basler Theatern und beim Film als Schauspielerin. In dieser ersten Ehe bekam sie ihre erste Tochter, die ihr von ihrem Mann weggenommen und in die Obhut seiner Schwester gegeben wurde. Die Ehe war nicht glücklich, sie wurde oft von ihrem Mann geschlagen. Mit 30 Jahren heiratete sie zum zweiten Mal, bekam mit 35 ihre zweite Tochter und wanderte nach Neuseeland aus, wo ihr Mann Anhänger einer fundamentalistischen Sekte wurde.
Über 40 Jahre lang hatte sie nicht über die Geschehnisse ihrer Kindheit gesprochen, bis sie nach einer neuseeländischen Sendung über Inzest begann, ihre Geschichte aufzuschreiben. Ihr erstes Buch (I couldn’t cry when Daddy died, London 1986) wurde zu einem internationalen Bestseller und zu einer der ersten Veröffentlichungen, die das Tabu des Vater/Tochter-Inzests durchbrechen. In der Folge musste die Autorin dem Druck von Verwandten, Freunden, Autoritäten und Medien standhalten. Sie nahm am Ersten Internationalen Inzest-Kongreß in Zürich (9. bis 12. August 1987) teil. Ihr zweites Buch Die Seelenvergewaltiger handelt von den vielfältigen Formen, in denen die normale Gesellschaft derartige Traumatisierungen legitimiert und vertieft durch ihre Ignoranz, Gefühllosigkeit und Doppelmoral. Seit dieser Zeit engagiert sich Galey weltweit für Inzestüberlebende. Ihre eigenen Erfahrungen von sexuellem, religiösem und emotionalem Missbrauch hat sie in vier Büchern veröffentlicht, die in mehreren Sprachen erschienen sind. Sie ist auch regelmäßig mit Vorträgen im In- und Ausland unterwegs.
Nach 18 Jahren in Neuseeland kehrte Galey im Alter von 63 Jahren allein in die Schweiz zurück. Ab 1999 machte sie bei Peter Levine eine Ausbildung zur diplomierten Traumatherapeutin und verarbeitete ihr Leben, indem sie bei kanadischen Indianern lebte und mehrere Wochen in einem buddhistischen Frauenkloster verbrachte.

## Werke (in deutscher Sprache)
- Ich weinte nicht als Vater starb. Geschichte eines Inzests. Zytglogge, Gümligen 1988, ISBN 3-7296-0287-X; Piper, München 1991, ISBN 3-492-11476-8
- Die Seelenvergewaltiger. Lebensgeschichte zweiter Teil. Zytglogge, Gümligen 1990, ISBN 3-7296-0348-5
- Lilly. Weiss Schwarz. Das Monster, das ich hätte werden können. Aus dem Englischen übertragen von Andrea Hanneward. Mit einem Vorwort von Maxine Burgham-Page. Zytglogge, Gümligen 1992, ISBN 3-7296-0427-9
- Das gefrorene Lächeln. Mein langer Weg zur Heilung vom Inzest. Giger, Altendorf 2009, ISBN 978-3-9523532-2-6
- Ich weinte nicht, als Vater starb … und hasste Sex, bis ich Liebe fand. Geschichte eines Inzests und einer Heilung. Deutsch von Pascale Hinder und Gabriele Tiedemann. Münchner Verlagsgruppe, München 2015, ISBN 978-3-86882-604-3
- Lieber Papa Franziskus, warum? Brefe an den Papst. IL-Verlag GmbH, 2021, ISBN 978-3-90723740-3